# カイノテリウム

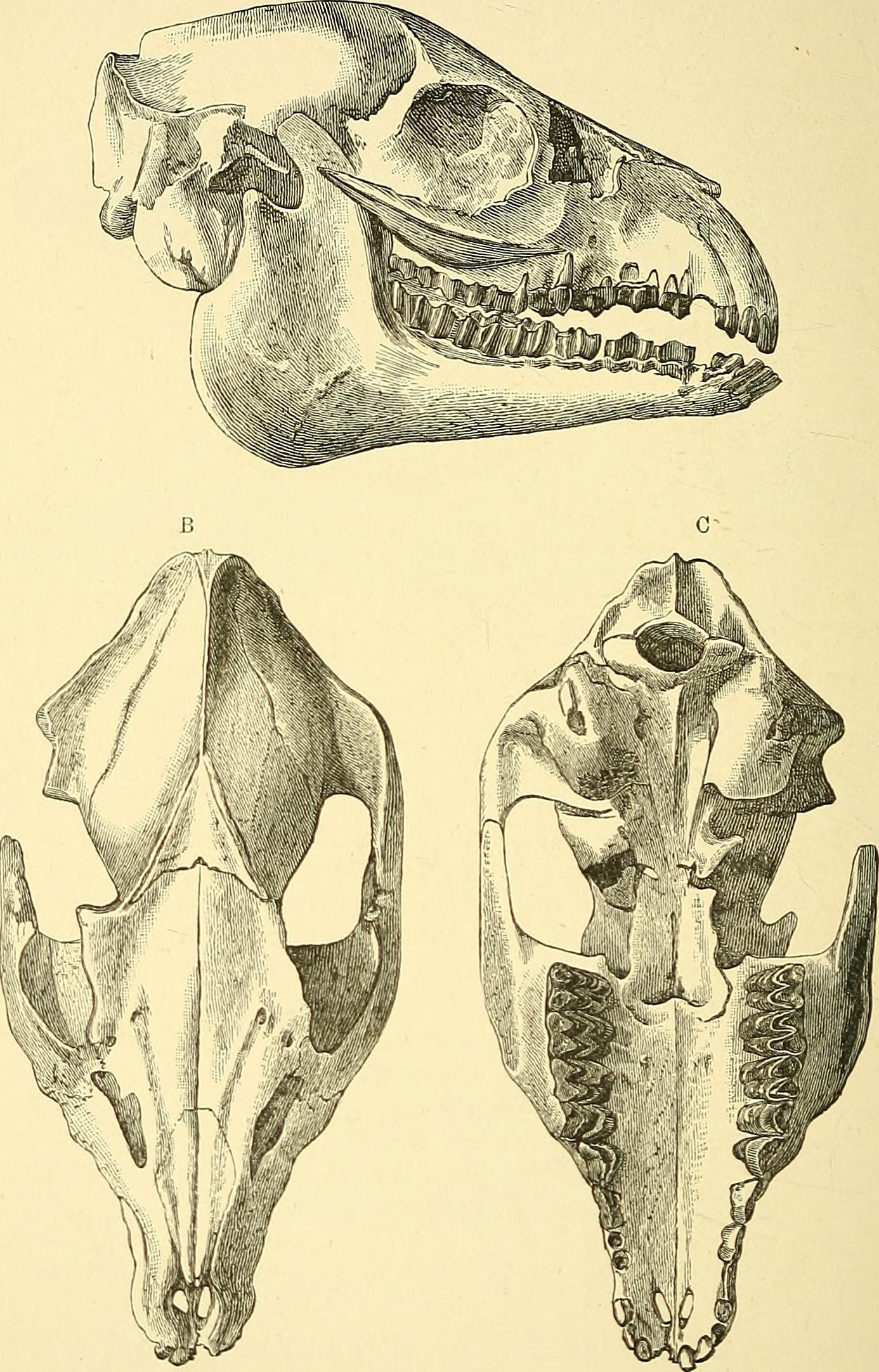
1896年のリトグラフ

カイノテリウム (Cainotherium) は、ウサギ程度の大きさの、偶蹄目の絶滅した属である。草食動物で、始新世から中新世の初期まで、ヨーロッパに生息した。骨格からは、カイノテリウム科の他の種と同様に、オレオドント科や現存するラクダ科とともに、核脚亜目に属していたことが示唆される。ウシやシカのものと似た双蹄を持つが、四肢の形や長さから、ウサギのように跳ねて移動したことが示唆される。また歯の形からは、ウサギのように植物を少しずつ齧って食べていたことが示唆される。一方、側頭骨の鼓室部の大きさと脳の形からは、聴力と嗅覚に優れていたことが示唆される。